# ركفا
ريكوڤا (بالإنجليزية: Recuva)‏ هو برنامج استرجاع الملفات المحذوفة من أي جهاز كمبيوتر .يعمل البرنامج على أنظمة ويندوز اكس بي و7 وفيستا .وأيضا يمكن للبرنامج استعادة الملفات المحذوفة من يو اس بي ومشغلات ام بي 3 وبطاقات الذاكرة والSSD.

## وصلات خارجية
- ركفا على موقع SourceForge (الإنجليزية)
- الموقع الرسمي